# Aluka
Aluka est une ancienne bibliothèque numérique collaborative en ligne relative à l'Afrique et à destination de la communauté universitaire et des chercheurs. Elle a été développée à partir de 2003 et mise en ligne en février 2007. En juin 2008, elle a fusionné avec JSTOR.
« Aluka » est dérivé d’un mot zoulou signifiant « tisser ».

## Contenu
Aluka était axée autour de trois thématiques différentes :
- le patrimoine culturel : sites et paysages, en collaboration avec le Zamani Project (en).
- les plantes d'Afrique, via la publication d'un herbier numérique africain par le projet API (African Plants Initiative, parrainé par la fondation Andrew W. Mellon). Ce programme a numérisé et publié plus de 300 000 planches d'herbiers en 3 ans en associant 39 institutions originaires de 20 pays (d’Afrique, d’Europe et des États-Unis). En 2007, fort de son succès il a été élargi aux plantes d'Amérique du Sud avec le projet Latin American Plants Initiative, puis au monde entier et alors renommé « Global Plants Initiative » ou « GPI »[3]. 
En 2011, 190 institutions de 60 pays y participaient, et en 2013 plus de 300 institutions dans 75 pays sont associées, ayant contribué à mettre à disposition de tous plus de 2 millions de documents botaniques (1,8 million de spécimens d'herbier, 450 000 articles). En France, il est notamment soutenu par l'université Montpellier 2 (herbier MPU) et Tela Botanica.
- les combats pour la liberté en Afrique australe.